# شامخ (اسم)
شامخ هو اسم علم مذكر من أصل عربي، ومعناه هو من يكسو غيره بالشملة (وهو كساء واسع يشتمل به)والذي يعم القوم، المشتمل بالشملة، العام الذي يشمل الجميع.

## شخصيات تحمل الاسم
- شامخ الشندويلي (1962 – )

## وصلات خارجية
- موسوعة السلطان قابوس لأسماء العرب نسخة محفوظة 5 أبريل 2019 على موقع واي باك مشين.